# The Illusionists
Los Ilusionistas es una producción itinerante estilo Las Vegas que presenta varios especialistas con reparto de magos quiénes actúan en vivo.
El espectáculo incluye la afamada "La Celda de tortura de Agua" de Harry Houdini.

## Historia
En 2012, el espectáculo estuvo concebido en Sídney  Australia, por Simon Painter, un productor de espectáculos en vivo en Australia quién comparte los derechos del espectáculo con Tim Lawson.

## Producciones teatrales actuales

### Los Ilusionistas - En Vivo desde Broadway
| Ubicación                              | Año           | Los Ilusionistas |
| -------------------------------------- | ------------- | --- |
| Estados Unidos (visita de 44 ciudades) | 2015 - actual | Jeff Hobson (El Truquero), Dan Sperry (El Anti-Mago), Yu Ho Jin (El Manipulador), Kevin James (mago) (El Inventor), Andrew Basso (El Escapista), Ben Blaque (El Maestro de las Armas), James More (El Decepcionista) |

## Producciones teatrales anteriores

### Los Ilusionistas - Presenciar el Imposible
| Ubicación                              | Año       | Los Ilusionistas |
| -------------------------------------- | --------- | --- |
| México                                 | 2012      | Brett Daniels (El Gran Ilusionista ), Dan Sperry (El Anti-Mago), Andrew Basso (El Escapista), Kevin James (mago) (El Inventor), Mark Kalin (El Caballero), Jinger Leigh (La Encantadora), Joaquín Kotkin "El Mago de la Media Barba"(El Surrealista), Jeff McBride (El Chamán); Bailarines: Kirsty Painter, Hollie Sanford England, Naomi Jeffery, Jennifer Gainey, Todd Hampton, Kane Bonke; Ayudantes: Antonio Hoyos, Ed Hawkins, Claudia James |
| Colombia                               | 2012      | Brett Daniels (El Gran Ilusionista ), Dan Sperry (El Anti-Mago), Andrew Basso (El Escapista), Kevin James (mago) (El Inventor), Mark Kalin (El Caballero), Jinger Leigh (La Encantadora), Joaquín Kotkin "El Mago de la Media Barba"(El Surrealista), Jeff McBride (El Chamán); Bailarines: Kirsty Painter, Hollie Sanford England, Naomi Jeffery, Jennifer Gainey, Todd Hampton, Kane Bonke; Ayudantes: Antonio Hoyos, Ed Hawkins, Claudia James |
| Panamá                                 | 2012      | Brett Daniels (El Gran Ilusionista ), Dan Sperry (El Anti-Mago), Andrew Basso (El Escapista), Kevin James (mago) (El Inventor), Mark Kalin (El Caballero), Jinger Leigh (La Encantadora), Joaquín Kotkin "El Mago de la Media Barba"(El Surrealista), Jeff McBride (El Chamán); Bailarines: Kirsty Painter, Hollie Sanford England, Naomi Jeffery, Jennifer Gainey, Todd Hampton, Kane Bonke; Ayudantes: Antonio Hoyos, Ed Hawkins, Claudia James |
| Ecuador                                | 2012      | Brett Daniels (El Gran Ilusionista ), Dan Sperry (El Anti-Mago), Andrew Basso (El Escapista), Kevin James (mago) (El Inventor), Mark Kalin (El Caballero), Jinger Leigh (La Encantadora), Joaquín Kotkin "El Mago de la Media Barba"(El Surrealista), Jeff McBride (El Chamán); Bailarines: Kirsty Painter, Hollie Sanford England, Naomi Jeffery, Jennifer Gainey, Todd Hampton, Kane Bonke; Ayudantes: Antonio Hoyos, Ed Hawkins, Claudia James |
| Nueva Zelanda                          | 2013      | Jeff Hobson (El Truquero), Dan Sperry (El Anti-Mago), Andrew Basso (El Escapista), Kevin James (mago) (El Inventor), Mark Kalin (El Caballero), Jinger Leigh (La Encantadora), Phil Escoffey (El Mentalista); Bailarines: Hollie Sanford England, Naomi Jeffery, Jennifer Gainey, Ceniza McCready, Todd Hampton, Kane Bonke; Ayudantes: Antonio Hoyos, Ed Hawkins, Claudia James                                                                  |
| Brasil y Venezuela                     | 2013      | Brett Daniels (El Gran Ilusionista ), Dan Sperry (El Anti-Mago), Andrew Basso (El Escapista), Kevin James (mago) (El Inventor), Mark Kalin (El Caballero), Jinger Leigh (La Encantadora), Joaquín Kotkin "El Mago de la Media Barba" (El Surrealista); Bailarines: Kirsty Pintor, Hollie Sanford England, Naomi Jeffery, Jennifer Gainey, Todd Hampton, Kane Bonke; Ayudantes: Antonio Hoyos, Ed Hawkins, Claudia James                           |
| Dubái                                  | 2013      | Jeff Hobson (El Truquero), Dan Sperry (El Anti-Mago), Andrew Basso (El Escapista), Kevin James (mago) (El Inventor), Mark Kalin (El Caballero), Jinger Leigh (La Encantadora), Phil Escoffey (El Mentalista); Bailarines: Hollie Sanford England, Gemma Facinelli, Jennifer Gainey, Laura White, Jason Gris, Kevin Keti; Ayudantes: Antonio Hoyos, Ed Hawkins, Claudia James                                                                      |
| Reino Unido                            | 2013      | Dan Sperry (El Anti-Mago), Andrew Basso (El Escapista), Jinger Leigh (La Encantadora), Anthony Laye (El Mentalista), Mark Kalin (El Caballero), Jeff Hobson (El Truquero), Kevin James (mago) (El Inventor) |
| Australia (Melbourne y Perth)          | 2014      | David Williamson (El Truquero), Dan Sperry (El Anti-Mago), Andrew Basso (El Escapista), Kevin James (mago) (El Inventor), Mark Kalin (El Caballero), Jinger Leigh (La Encantadora), Anthony Laye (El Mentalista); Bailarines: Hollie Sanford England, Rachel Bickerton, Jennifer Gainey, Danielle Everdell, Todd Hampton, Kane Bonke; Ayudantes: Antonio Hoyos, Ed Hawkins, Claudia James                                                         |
| Estados Unidos (visita de 30 ciudades) | 2014-2015 | Andrew Basso (El Escapist), Aaron Crow (acto de peligro) (El Guerrero), Jeff Hobson (El Truquero), Yu Ho-Jin (El Manipulador), Kevin James (El Inventor), Dan Sperry (El Anti-Mago), Adam Trent (El Futurista) |
| Ciudad de Nueva York                   | 2014-2015 | Yu Ho-Jin (El Manipulador), Dan Sperry (El Anti-Mago), Jeff Hobson (El Truquero), Andrew Basso (El Escapista), Kevin James (mago) (El Inventor), Aaron Crow (acto de peligro) (El Guerrero), Adam Trent (El Futurista) |
| Londres                                | 2015-2016 | Den Den (El Manipulador), Andrew Basso (El Escapista), Colin Nube (El Deduccionista), Ben Blaque (El Maestro de las Armas), Jamie Raven (El Mago), David Williamson (El Truquero), Kevin James (mago) (El Inventor) |

Marriott Teatro Marquis, un teatro de Broadway, presentó el espectáculo en la ciudad de Nueva York del 4 de diciembre de 2014 al 4 de enero del 2015.

### Los Ilusionistas - Broadway en Vivo
| Ubicación            | Año       | Los Ilusionistas |
| -------------------- | --------- | --- |
| Ciudad de Nueva York | 2015-2016 | Jeff Hobson (El Truquero), Dan Sperry (El Anti-Mago), Yu Ho Jin (el Manipulador), Adam Trent (El Futurista), Raymond Crowe (El Unusualista), James Más (El Decepcionista) y Jonathan Goodwin (El Intrépido) |

### Los Ilusionistas - En Vivo de Broadway
| Ubicación      | Año       | Los Ilusionistas |
| -------------- | --------- | --- |
| Cancún, México | 2015-2016 | Hector is Magic (El Mago Maestro), Alex Ramon (El Showman), Michael C Anthony (El Hipnotista), Hyun Joon Kim (El Manipulador), Aaron Crow (El Guerrero), Joaquín Kotkin "El Mago de la Media Barba" (El Surrealista), Chris Cox (El Mentalista); Bailarines: Gemma Facinelli, Stephanie Potteiger, Amanda Esposito, Tamara Garrido Fernández, Atraca Coglitore, De'Niko Maurice Welch |

### Los Ilusionistas 2.0
| Ubicación            | Año  | Los Ilusionistas |
| -------------------- | ---- | --- |
| Sídney, Australia    | 2014 | Luis De Matos (El Mago Maestro), James More (El Decepcionista), Adam Trent (El Futurista), Aaron Crow (El Guerrero), Yu Ho-Jin (El Manipulador), Raymond Crowe (El Inusualista), Dr. Scott Lewis (El Hipnotista) |
| México               | 2014 | Luis De Matos (El Mago Maestro), James More (El Decepcionista), Adam Trent (El Futurista), Aaron Crow (El Guerrero), Kevin James (mago) (El Inventor), Yu Ho-Jin (El Manipulador), Ilusionista Invitado: Joaquín Kotkin "El Mago de la Media Barba" (El Surrealista); Ayudantes: Antonio Hoyos, Ed Hawkins, Claudia James                                      |
| Melbourne, Australia | 2015 | Luis De Matos (El Mago Maestro), James More (El Decepcionista), Hyun Joon Kim (El Manipulador), Michael C Anthony (El Hipnotista), Ben Blaque (El Maestro de las Armas), Raymond Crowe (El Inusualista), Sam Powers (El Enigma) |
| Perth, Australia     | 2015 | Luis De Matos (El Mago Maestro), James Más (El Decepcionista), Hyun Joon Kim (El Manipulador), Michael C Anthony (El Hipnotista), Jonathan Goodwin (El Intrépido), Thommy Ten y Amelie Van Tass (Los Clairvoyants), Sam Powers (El Enigma) |
| Panamá               | 2015 | Jorge Blass (El Maestro), Yu Ho-Jin (El Manipulador), James More (El Decepcionista), Adam Trent (El Futurista), Ben Blaque (El Maestro de las Armas), Aryel Altamar (El Hipnotista), Michael Grasso (El Showman), Joaquín Kotkin "El Mago de la Media Barba" (El Surrealista); Bailarines: Hollie Sanford England, Gemma Facinelli, Todd Hampton, Kenny Samuel |

### Los Ilusionistas 1903: La Época dorada de la Magia
| Ubicación                               | Año  | Los Ilusionistas |
| --------------------------------------- | ---- | --- |
| Brisbane, Australia                     | 2015 | Rick Thomas (El Inmortal), Mark Kalin (El Showman), Jinger Leigh (La Encantadora), Jonathan Goodwin (El Intrépido), Charlie Frye (El Excéntrico), Thommy Ten y Amelie Van Tass (Los Clairvoyants), Armando Lucero (El Maestro)                                                   |
| Abu Dhabi, Dubái y Doha                 | 2015 | Alberto Giorgi (El Inmortal), Mark Kalin (El Showman), Jinger Leigh (El Conjuress), Krendl (El Escapista), Charlie Frye (El Excéntrico), Thommy Ten y Amelie Van Tass (Los Clairvoyants), Dana Daniels (El Charlatán) Joaquín Kotkin "El Mago de la Media Barba"(El Surrealista) |
| Camberra, Sídney y Melbourne, Australia | 2015 | Alberto Giorgi (El Inmortal), Mark Kalin (El Showman), Jinger Leigh (La Encantadora), Krendl (El Escapista), Charlie Frye (El Excéntrico), Thommy Ten y Amelie Van Tass (Los Clairvoyants), Dana Daniels (El Charlatán)                                                          |

Miembros de reparto de los ilusionistas Mark Kalin y Jinger Leigh es una pareja de magos americanos conocidos por sus espectáculos de gran escala y por sus apariciones en especiales de televisión.

## Récords de Taquilla
En 2014, una de las ventas más grandes de la historia en Broadway en el Marriott: Teatro de Marquis.
En 2015,  el sexto espectáculo con mayores ganancias en Broadway, recuperando sus costos y rompiendo el récord del registro más alto en ventas en el Teatro de Simon del Neil.
En 2016,  el primer espectáculo en superar un millón GBP en una semana en El Shaftesbury Teatro.

## Música viva
Hasta el 2016, la música viva estuvo actuada por “Z” (formalmente sabido cuando Mulatto), más sabido como la banda viva para cadera hop icono Nas. Z Es originalmente de Playa Larga, CA.

## Aspectos de televisión nacional
- América está Conseguida Talento  — septiembre aireado 2, 2015—Cinco del espectáculo siete conjurors aparecido en el espectáculo.[15]
- Hora de NBC televisión Larga diciembre — aireado Especial 9, 2015 @– Los Ilusionistas trajeron su espectáculo a NBC para las vacaciones. Esto televisivo especial estuvo filmado más temprano en el año durante una parón de visita nacional previa en el Orpheum Teatro en Los Ángeles.[16]
- NBC es Hoy (programa de televisión de los EE. UU.) @– diciembre aireado 22, 2015 @– Jeff Hobson y Adam Trent actuó durante la 8:30am hora media.[17]
- La Ellen DeGeneres Espectáculo @– Marcha aireada 14, Trent de 2016 #Adam actuó dos ilusiones en el estudio que incluye un truco que utiliza una batidora y huésped DJ Stephen "tWitch" iPhone de Jefe.[18] En otra ilusión, miembros de audiencia estuvieron escogidos al azar para elegir un número de lotería al azar. El grupo resultante de números emparejó aquellos listado en un powerball #el @ticket presuntamente #adquirir por meses de Trent del Adam previos.[19]